# L'Homme pressé (roman)
Pour les articles homonymes, voir L'Homme pressé.
L'Homme pressé est un roman de Paul Morand paru en 1941 aux éditions Gallimard.

## Résumé
Pierre Niox, antiquaire parisien spécialisé dans la « Haute époque », est obsédé par le temps qui passe. Incapable de rester en place, il mène sa vie à toute allure ne pouvant supporter l'idée de perdre un instant.
Dans sa course effrénée, il rencontre les filles Boisrosé, descendantes d'une vieille famille békée et élevées par leur mère dans le culte de l'indolence et de la paresse. Au contact de la cadette, Hedwige, l'homme pressé voit pour la première fois le temps ralentir. Amoureux d'elle, il l'épouse, pensant avoir enfin trouvé la paix. Mais son caractère impatient reprend bientôt le dessus, allant jusqu'à demander à sa femme enceinte de déclencher l'accouchement deux mois en avance. La rupture devient alors inévitable et Hedwige retourne dans le cocon familial.
Pierre se réfugie alors dans une fuite en avant toujours plus rapide qui se heurte à ses propres limites physiques au cours d'un voyage aux États-Unis. Terrassé par un premier infarctus, il apprend que ses jours sont désormais comptés. Son seul objectif devient alors de vivre jusqu'à la naissance de son enfant pour lui passer le flambeau. Apprenant la naissance de sa fille, il se rend à la clinique mais, au moment d'entrer dans la chambre, hésite et fait demi-tour en se disant « À quoi bon ? ».

### Adaptation au cinéma
- L'Homme pressé, film réalisé en 1977 par Édouard Molinaro avec Alain Delon et Mireille Darc.